# 德国12号高速公路
德国12号高速公路（Bundesautobahn 12，简称BAB 12或A 12），又名自由高速公路， 是德国的一条高速公路，西始于首都柏林，東至波蘭邊境。该高速也是欧洲E30公路的一部分。